# Palacio de La Alhambra (Quito)
El palacio de La Alhambra es una edificación palaciega de la ciudad de Quito, en Ecuador. Se encuentra ubicado en el distrito turístico y bohemio de La Mariscal, donde en el pasado se levantaron los palacetes y mansiones de la gente más acomodada de la ciudad, tras su salida del Centro Histórico a inicios del siglo XX. 
Actualmente el edificio alberga las oficinas de la Academia Nacional de Historia del Ecuador (ANHE) y la Biblioteca de la misma.

## Historia
La construcción de este palacio data de 1922, cuando aparece por primera vez en los planos de la ciudad, en la esquina de lo que en la actualidad es la avenida 6 de Diciembre y la calle Vicente Ramón Roca.
Su nombre original fue el de "Palacio Herdoíza", debido al apellido de la familia que lo habitó durante tres generaciones hasta 2007, cuando fue comprado por el Municipio de Quito. El nombre popular de La Alhambra se debe a su estilo neomudéjar que el imaginario quiteño ve reflejado en el afamado Palacio de La Alhambra de España.
Fue cedido en comodato a la Academia Nacional de Historia del Ecuador por el municipio de la ciudad, debido a que su edificio de dos plantas en el Centro Histórico había sufrido graves daños tras una fuerte lluvia que inundó el lugar y dañó seriamente la estructura.

El edificio entró en un proceso de restauración y adecuación desde agosto de 2007. El trabajo fue realizado por el Fondo de Salvamento del Patrimonio (FONSAL) y el Municipio de Quito. En la remodelación fue también añadida una construcción exprofeso para albergar una biblioteca y una sala de lectura.

Fachada
Fachada, detalle.
Ventana, detalle